# División Pacífico de la NHL
La División Pacífico de la NHL (Liga Nacional de Hockey) se creó en 1993 como parte de la Conferencia Oeste dentro de una reorganización de la liga.

## Composición actual
- Anaheim Ducks
- Calgary Flames
- Edmonton Oilers
- Los Angeles Kings
- San Jose Sharks
- Seattle Kraken
- Vancouver Canucks
- Vegas Golden Knights

## Composición de la división a través de la historia

### 1993-1995
- Mighty Ducks of Anaheim
- Calgary Flames
- Edmonton Oilers
- Los Angeles Kings
- San Jose Sharks
- Vancouver Canucks

#### Cambios para la temporada 1992-1993
- Se crea la División Pacífico como resultado de una reorganización de la NHL.
- Calgary Flames, Edmonton Oilers, Los Angeles Kings, San Jose Sharks, y Vancouver Canucks llegan desde la División Smythe.
- Los Mighty Ducks of Anaheim se incorporan a la liga

### 1995-1998
- Mighty Ducks of Anaheim
- Calgary Flames
- Colorado Avalanche
- Edmonton Oilers
- Los Angeles Kings
- San Jose Sharks
- Vancouver Canucks

#### Cambios para la temporada 1994-1995
- Los Québec Nordiques se mudan a Denver, Colorado y se convierten en los Colorado Avalanche
- Colorado Avalanche se traslada a la División Noreste.

### 1998-2013
- Mighty Ducks of Anaheim
- Dallas Stars
- Los Angeles Kings
- Phoenix Coyotes
- San Jose Sharks

#### Cambios para la temporada 1997-1998
- Calgary Flames, Colorado Avalanche, Edmonton Oilers, y Vancouver Canucks se trasladan a la nueva División Noroeste.
- Dallas Stars y Phoenix Coyotes llegan desde la División Central.

#### Cambios para la temporada 2013-2014
- Dallas Stars regresa a su división original (Central).
- Calgary Flames, Edmonton Oilers, y Vancouver Canucks llegan desde la División Noroeste.

#### Cambios para la temporada 2017-2018
- Vegas Golden Knights son añadido a la División Pacífico como un equipo de expansión.

#### Cambios para la temporada 2021-2022
- Arizona Coyotes se traslada a la División Central
- Seattle Kraken son añadido a la División Pacífico como un equipo de expansión

## Campeones de División
- 1994 - Calgary Flames
- 1995 - Calgary Flames
- 1996 - Colorado Avalanche
- 1997 - Colorado Avalanche
- 1998 - Colorado Avalanche
- 1999 - Dallas Stars
- 2000 - Dallas Stars
- 2001 - Dallas Stars
- 2002 - San Jose Sharks
- 2003 - Dallas Stars
- 2004 - San Jose Sharks
- 2005 - Temporada suspendida por huelga de jugadores
- 2006 - Dallas Stars
- 2007 - Anaheim Ducks
- 2008 - San Jose Sharks
- 2009 - San Jose Sharks
- 2010 - San Jose Sharks
- 2011 - San Jose Sharks
- 2012 - Phoenix Coyotes
- 2013 - Anaheim Ducks
- 2014 - Anaheim Ducks
- 2105 - Anaheim Ducks
- 2016 - Anaheim Ducks
- 2017 - Anaheim Ducks
- 2018 - Vegas Golden Knights
- 2019 - Calgary Flames
- 2020 - Vegas Golden Knights

## Títulos de división por equipo
| Equipo               | Títulos | Último título |
| -------------------- | ------- | ------------- |
| Anaheim Ducks        | 6       | 2017          |
| San Jose Sharks      | 6       | 2011          |
| Dallas Stars         | 5       | 2006          |
| Colorado Avalanche   | 3       | 1998          |
| Calgary Flames       | 3       | 2019          |
| Vegas Golden Knights | 2       | 2020          |
| Arizona Coyotes      | 1       | 2012          |
| Edmonton Oilers      | 0       | –             |
| Los Angeles Kings    | 0       | –             |
| Vancouver Canucks    | 0       | –             |

Los equipos en negrita se encuentran actualmente en la división.

## Ganadores de la Stanley Cup
- 1996 - Colorado Avalanche
- 1999 - Dallas Stars
- 2007 - Anaheim Ducks
- 2012 - Los Angeles Kings
- 2014 - Los Angeles Kings